# Pożar w klubie nocnym w Shenzhen
Pożar w klubie nocnym w Shenzhen – pożar, który wybuchł w chińskim mieście Shenzhen, 20 września 2008 roku w klubie King of the Dancers (chiń. Wuwang) w dzielnicy Longgang. W wyniku pożaru i paniki, 43 osoby zginęły, a 88 osób zostało rannych. 
Pożar w klubie wybuchł o godzinie 22:51, w trakcie pokazu z użyciem sztucznych ogni, które oglądało setki osób. Z klubu, umieszczonego na trzecim piętrze centrum handlowego, było tylko jedno wyjście przez bardzo wąską klatkę schodową o długości około 10 metrów. Sekretarz Miejskiego Komitetu Komunistycznej Partii Chin miasta Shenzhen, Liu Yupu, ogłosił masowe kontrole we wszystkich klubach w mieście, a przedstawiciele chińskiego Ministerstwa Bezpieczeństwa Publicznego ustanowili specjalną komisję dochodzeniową. Według niektórych mediów, władze aresztowały już 12 osób w związku z zaniedbaniami w bezpieczeństwie klubu.